# Philippe Brunet (patinage artistique)
Pour les articles homonymes, voir Philippe Brunet et Brunet.

Philippe Brunet est un patineur artistique français de la catégorie des couples. Il est triple vice-champion de France de 1977 à 1979 avec sa partenaire Catherine Brunet.

## Biographie

### Carrière sportive
Philippe Brunet patine dans la catégorie des couples artistiques avec sa partenaire Catherine Brunet. Ils montent sept fois sur le podium national ; ils sont triples vice-champions de France de 1977 à 1979, derrière leurs compatriotes Sabine Fuchs et Xavier Videau
Ils représentent la France aux premiers mondiaux juniors de 1976 à Megève et aux championnats européens de 1978 à Strasbourg. Ils ne participent jamais, ni au mondiaux seniors, ni aux Jeux olympiques d'hiver.
Il arrête les compétitions sportives après les championnats nationaux de 1981.

## Palmarès
| Compétition                   | 1974 | 1975 | 1976 | 1977 | 1978 | 1979 | 1980 | 1981 |  |  |  |  |  |  |
| Jeux olympiques d'hiver       |      |      |      |      |      |      |      |      |  |  |  |  |  |  |
| Championnats du monde         |      |      |      |      |      |      |      |      |  |  |  |  |  |  |
| Championnats d’Europe         |      |      |      |      | 12e  |      |      |      |  |  |  |  |  |  |
| Championnats de France        | 3e   |      | 3e   | 2e   | 2e   | 2e   | 3e   | 3e   |  |  |  |  |  |  |
| Championnats du monde juniors |      |      | 7e   |      |      |      |      |      |  |  |  |  |  |  |
|                               |      |      |      |      |      |      |      |      |  |  |  |  |  |  |